# تامی براون (بازیکن فوتبال، زاده ۱۸۹۷)
تامی براون (انگلیسی: Tommy Brown؛ زادهٔ ۲۷ مارس ۱۸۹۷) بازیکن فوتبال اهل بریتانیا است.
از باشگاه‌هایی که در آن بازی کرده‌است می‌توان به باشگاه فوتبال برافورد پارک آونیو اشاره کرد.